# Harry Rosin
Harry Rosin (* 1943) ist ein deutscher Mediziner. Als Leiter einer Forschungsgruppe am Hygiene-Institut Dortmund entwickelte er zusammen mit Hans Preisendanz zwischen 1989 und 1992 ein FCKW- und FKW-freies Kühlaggregat für Kühlschränke.

## Leben
Rosin studierte Medizin, wurde 1968 approbiert und 1970 in Hamburg promoviert. 1975 habilitierte er sich und erhielt die Venia legendi für Mikrobiologie und Virologie an der Heinrich-Heine-Universität Düsseldorf. Er wirkte dort ab 1979 als Professor für Mikrobiologie und Virologie. Von 1987 bis 1988 war er als kommissarische Vertretung des Lehrstuhls für Medizin, Mikrobiologie und Virologie tätig. 1989 übernahm Rosin die Leitung des Instituts für Medizinische Mikrobiologie und Virologie der Universität Dortmund und war bis zu dessen Auflösung im Jahr 2000 Direktor der Einrichtung in der Moorenstraße.
Rosin bemühte sich, einen weniger bedenklichen Ersatz für die  Kältemittel FCKW und FKW zu finden. Er vertrat die Ansicht, dass das von der Firma DuPont patentierte FKW, das die FCKWs ersetzen sollte, auf gefährliche Weise in den Zitronensäurezyklus eingreife und somit eine große Bedrohung für die Biosphäre darstelle. Zusammen mit Preisendanz gelang es Rosin, aus mehreren Kohlenwasserstoffen eine halogenfreie Kältemittelmischung zu finden. Die Hausgeräteindustrie zeigte jedoch an dem neuen Verfahren wenig Interesse und hielt an den herkömmlichen Kältemitteln fest.
Zusammen mit Greenpeace gelang es nach dem Ende der DDR, die „Dortmunder Mischung“ mit dem VEB DKK Scharfenstein, der späteren Foron, umzusetzen, die sich damit auch auf dem gesamtdeutschen Markt zu behaupten versuchte. 1993 wurde die Foron Hausgeräte GmbH mit dem Deutschen Umweltpreis für die Umsetzung der Kühlmittelanwendung ausgezeichnet. Nach der Markteinführung des ersten Öko-Kühlschrankes „Greenfreeze“ von Foron entwickelten die meisten Kühlschrankhersteller ähnliche Systeme. 
Gemeinsam mit dem Toxikologen Otmar Wassermann arbeitete Rosin an einem neuen Recycling-Verfahren für Kunststoffe und Elektronikschrott. Das von Rosin so genannte Kryo-Recycling zur stofflichen Wiederverwertung wurde noch nicht in einer Pilotanlage realisiert.
Rosin lebt heute in Erkrath.

## Ehrungen
Im Jahre 2000 erhielt Rosin zusammen mit Preisendanz das Bundesverdienstkreuz am Bande für die Durchsetzung von FCKW-freier Kühltechnik.

## Veröffentlichungen (Auswahl)
- Methodische Grundlagen der quantitativen Antikörperbestimmung durch Agglutination formalinfixierter und mit Tetanustoxoid beladener Erythrozyten. Hamburg 1970 (Dissertation)
- Antibiotika und Meningitis purulenta: klin.-pharmakolog. Studien zur Liquuorgängigkeit von Gentamycin u. Ticarcilin bei eperimenteller Meningitis. Urban & Schwarzenberg, München/Berlin/Wien 1976, ISBN 3-541-07741-7 (Habilitationsschrift)